# Ludwigslust (district)
Districtul Ludwigslust este un Kreis în landul Mecklenburg-Pomerania Inferioară, Germania.